# Xyloschistes platytropa
Xyloschistes platytropa är en lavart som först beskrevs av William Nylander och som fick sitt nu gällande namn av Edvard Vainio. 
Xyloschistes platytropa ingår i släktet Xyloschistes, ordningen Ostropales, klassen Lecanoromycetes, divisionen sporsäcksvampar och riket svampar. Enligt den finländska rödlistan är arten otillräckligt studerad i Finland. Arten har ej påträffats i Sverige. Artens livsmiljö är skogar.